# Something to Sing About
Something to Sing About (Brasil: Domando Hollywood / Portugal: Como Se Vence em Hollywood) é um filme norte-americano de 1937, do gênero comédia musical, dirigido por Victor Schertzinger e estrelado por James Cagney e Evelyn Daw.
Something to Sing About é o segundo filme de James Cagney para a Grand National Pictures, um dos muitos estúdios do Poverty Row. Daí a pobreza da produção, muito distante do luxo e dos roteiros elegantes que Cagney desfrutava na Warner Bros..
O filme recebeu o título de Battling Hoofer por ocasião de seu relançamento. No Brasil, ele é conhecido também por Um Motivo para Cantar.

## Sinopse
Ted Rooney, bandleader novaiorquino aceita um convite para trabalhar em Hollywood. Ele se recusa a receber um tratamento de astro, o que o executivo Bennett Regan interpreta como arrogância. Quando o primeiro filme de Rooney torna-se um sucesso, Bennett ordena a todos que escondam o fato dele, para que isso não lhe suba à cabeça!

## Ligações externas

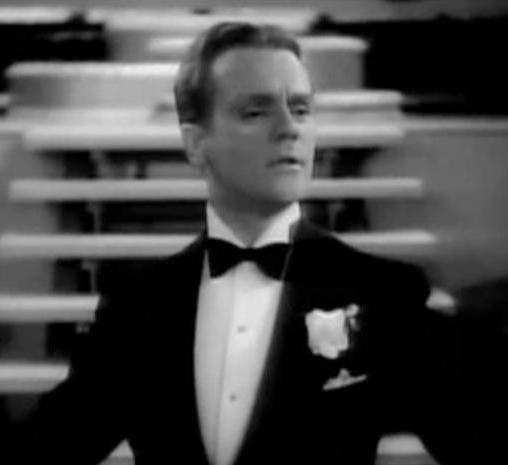
James Cagney
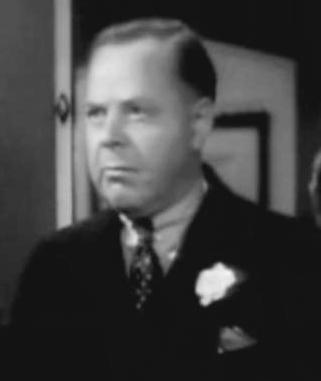
Gene Lockhart
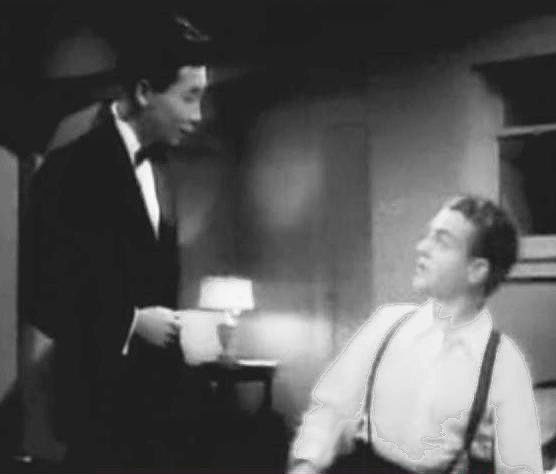
Philip Ahn e James Cagney
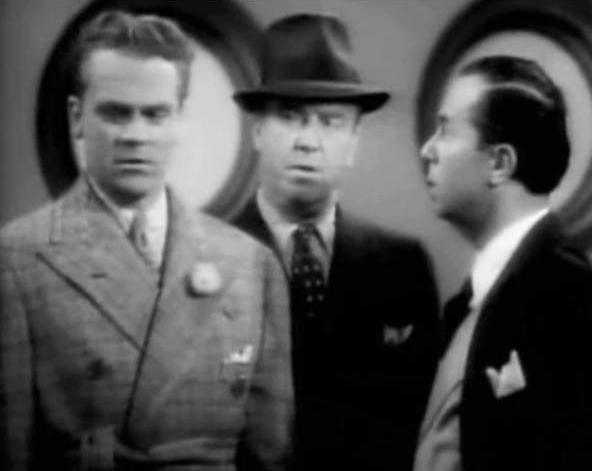
James Cagney, William Frawley e Marek Windheim

## Premiações
| Patrocinador                                  | Prêmio | Categoria            | Situação |
| --------------------------------------------- | ------ | -------------------- | -------- |
| Academia de Artes e Ciências Cinematográficas | Oscar  | Melhor Trilha Sonora | Indicado |

## Elenco
| Ator/Atriz          | Personagem    |
| ------------------- | ------------- |
| James Cagney        | Terry Rooney  |
| Evelyn Daw          | Rita Wyatt    |
| William Frawley     | Hank Meyers   |
| Mona Barrie         | Steffie Hajos |
| Gene Lockhart       | Bennett Regan |
| Philip Ahn          | Ito           |
| Marek Windheim      | Farney        |
| Dwight Frye         | Easton        |
| Johnny Arthur       | Daviani       |
| William B. Davidson | Richards      |
| Richard Tucker      | Blaine        |
| Kathleen Lockhart   | Amy Robbins   |
| James Newill        | Jimmy         |
| Harry Barris        | Pinky         |
| Cully Richards      | Cully         |